# Shammi Kapoor
Shamsher Raj "Shammi" Kapoor, född 21 oktober 1931 i Bombay, död 14 augusti 2011 i Bombay, var en indisk skådespelare, son till Prithviraj Kapoor. Han var gift med skådespelerskan Geeta Bali. 